# Unió de Sardenyes
Unió de Sardenyes - Projecte Nacionalitari (UDS) és un partit polític italià democristià de tarannà regionalista sard.

## Història
Fou fundat el 1998 com a secció sarda de la Unió Democràtica per la República de Francesco Cossiga, també sard, ex-President d'Itàlia. El seu cap és Mario Floris, ex-DCI cap de grup al Consell Regional i president de la Regió de 1999 a 2001.
A les eleccions regionals de Sardenya de 2004 va obtenir el 3,9% i 2 consellers regionals. Posteriorment va ser l'aliat sard del Poble de la Llibertat. A les eleccions regionals de 2009, en coalició amb el centre-dreta, l'UDS va obtenir el 3,5% dels vots i va aconseguir l'elecció de dos consellers regionals (Floris i membre del Nou Partit Socialista Italià). A les eleccions provincials de 2010 el partit va ser el més fort a la província de Càller, on va obtenir el 3,8% dels vots.
Des de l'any 2008 el partit va ser durant un temps la secció regional de l'⁣Aliança del Centre, un petit partit que després es va fusionar amb el PdL.
A les eleccions autonòmiques de 2014 la UdS–PN va obtenir el 2,6% dels vots i Floris va tornar a ser reelegit al Consell. A les eleccions autonòmiques del 2019 la UdS–PN va obtenir l'1,1% dels vots i cap escó al Consell Comarcal.